# Eisenbahnunfall im Rickentunnel
Bei dem Eisenbahnunfall im Rickentunnel starben am 4. Oktober 1926 neun Menschen an einer Kohlenstoffmonoxidvergiftung im Rickentunnel zwischen Kaltbrunn und Wattwil im Schweizer Kanton St. Gallen.

## Ausgangslage

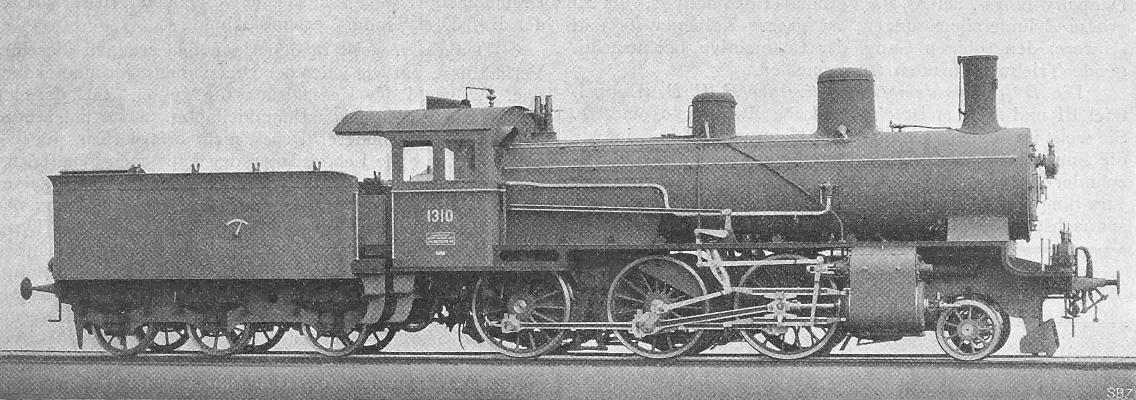
Der verunfallte Güterzug war mit einer B 3/4 der SBB bespannt

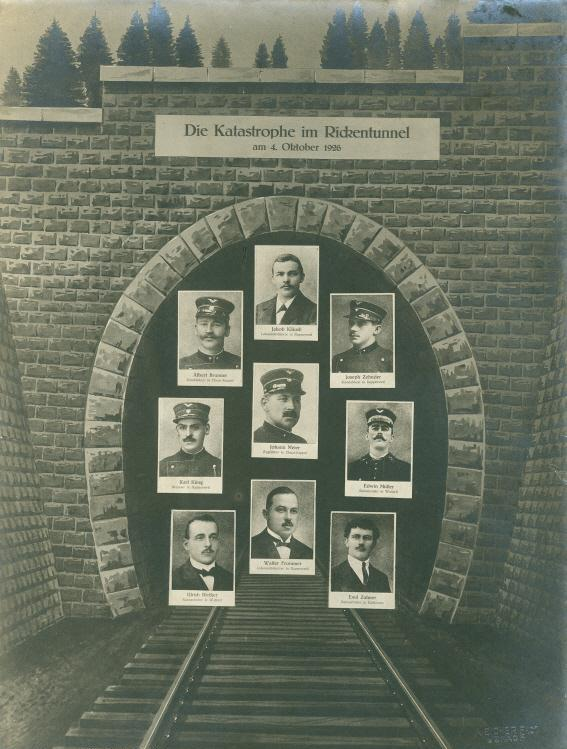
Porträtfotos der neun Opfer auf dem gemalten Tunnelportal

Der Rickentunnel liegt unter dem Rickenpass und ist Teil der eingleisigen SBB-Strecke Uznach–Wattwil. Er ist 8604 m lang, hat eine Profilfläche von 25,5 m² und eine konstante Steigung von 15,75 ‰. Eine künstliche Belüftung fehlt. Der Tunnel war wegen der Vergasungsgefahr in der Zeit des Dampfbetriebes beim Bahnpersonal verhasst.
Das Personal des Personenzuges 3616, der Wattwil am 4. Oktober 1926 um 11:05 Uhr verlassen hatte und in Kaltbrunn um 11:20 Uhr ankam, hatte im Tunnel keine stärkere Gasentwicklung beobachtet.

## Unfallverlauf
Um 11:55 Uhr verliess der Güterzug 6854 die Station Kaltbrunn. Der mit einer Dampflokomotive B 3/4 geführte Zug fuhr mit sechs Bundesbahnbeamten und einer Anhängelast von 252 Tonnen mit einer Geschwindigkeit von 20 km/h in den Tunnel hinein. Die maximale Anhängelast der Lokomotive auf dieser Strecke betrug 260 Tonnen.
Die Geschwindigkeit des Zuges verringerte sich wegen mangelnder Dampfentwicklung andauernd. Nach 6 ½ Minuten beziehungsweise einem Kilometer Fahrt blieb der Zug in der Steigung stecken, weil die Dampflokomotive mit Briketts von nur geringem Heizwert befeuert wurde. Dem Lokpersonal gelang es nicht, den Zug wieder in Bewegung zu setzen.
Aufgrund der mangelhaften Entlüftung des Tunnels war für das Feuer der Dampflokomotive nicht ausreichend Sauerstoff vorhanden, so dass die Verbrennung unvollständig erfolgte und die Abgase der Lokomotive zunehmend nicht mehr aus (ungiftigem) Kohlenstoffdioxid, sondern aus Kohlenstoffmonoxid bestanden. Dieses verbindet sich im Blut mit Hämoglobin und blockiert die Fähigkeit der Roten Blutkörperchen, Sauerstoff im Körper zu transportieren. Die gerichtsmedizinischen Untersuchungen belegten, dass die Opfer an Kohlenmonoxid erstickten.
Nach Angaben der Meteorologischen Zentralanstalt herrschte am Unfalltag auf der Alpennordseite eine ausserordentlich starke Hochdrucklage. Durch die fehlende Luftdruckdifferenz fanden die giftigen Rauchgase des stillstehenden Zuges keinen Abzug.

## Rettungsversuche
Von Wattwil her versuchte eine achtköpfige Rettungskolonne mit einem Traktor, einem Personenwagen und Atemschutzgeräten zu Hilfe zu kommen. Wegen schlechter Sicht konnten die Retter auf dem letzten Kilometer nur schrittweise bis zur Unfallstelle vordringen. Weil mehrere Helfer bewusstlos wurden, musste der Rettungsversuch aufgegeben werden. Trotzdem gelang es, den bewusstlosen Heizer des Güterzugs nach Wattwil zu bringen.
Zwei der Retter mussten jedoch im Tunnel zurückgelassen werden. Ein Retter und der bewusstlose Heizer sind nach der Bergung in Wattwil verstorben.
Ein später von Kaltbrunn her unternommener Versuch, mit einem Hilfszug zur Unfallstelle vorzudringen, scheiterte ebenfalls. Erst nach 20 Uhr gelang es, mit einer Draisine von Kaltbrunn aus mit Hilfe von Gas- und Sauerstoffmasken die Unfallstelle zu erreichen. Die Bergungsarbeiten wurden nicht mehr durch Rauchgas behindert. Die Mannschaft des Zuges und die beiden Retter aus Wattwil wurden tot aufgefunden, womit die Zahl der Todesopfer auf neun angestiegen war. Die Opfer wurden in den Wagen liegend oder sitzend aufgefunden. Zwei lagen ausserhalb des Zuges in Tunnelnischen. Einer der verunglückten Helfer aus Wattwil hatte offenbar versucht, mit dem Tunneltelefon Kontakt mit der Station aufzunehmen. Beim Eintreffen der Rettungskräfte brannten die Petrol-Signallaternen der Lokomotive noch, die Briketts auf dem Rost waren ausgebrannt.

## Folgen
Die zulässige Anhängelast der Züge wurde reduziert und das Zugspersonal mit Sauerstoffmasken ausgerüstet. In Wattwil und Kaltbrunn wurden Rettungsgeräte stationiert. Die Strecke wurde innerhalb kürzester Zeit elektrifiziert. Am 7. Mai 1927 wurde der elektrische Betrieb auf der Strecke Rapperswil–Wattwil und damit auch im Tunnel aufgenommen.

## Zwischenfall vom 1. März 1916
Bereits am 1. März 1916 kam es im Rickentunnel zu einem Unfall mit Rauchgasen, bei dem vier Bahnarbeiter ungefähr in der Tunnelmitte ohnmächtig wurden. Einem gelang es noch, die Station Wattwil zu alarmieren, worauf eine Suchaktion und die Rettung eingeleitet wurde. Auch einer der Helfer wurde bewusstlos und musste ärztlich versorgt werden.